# Sylhet

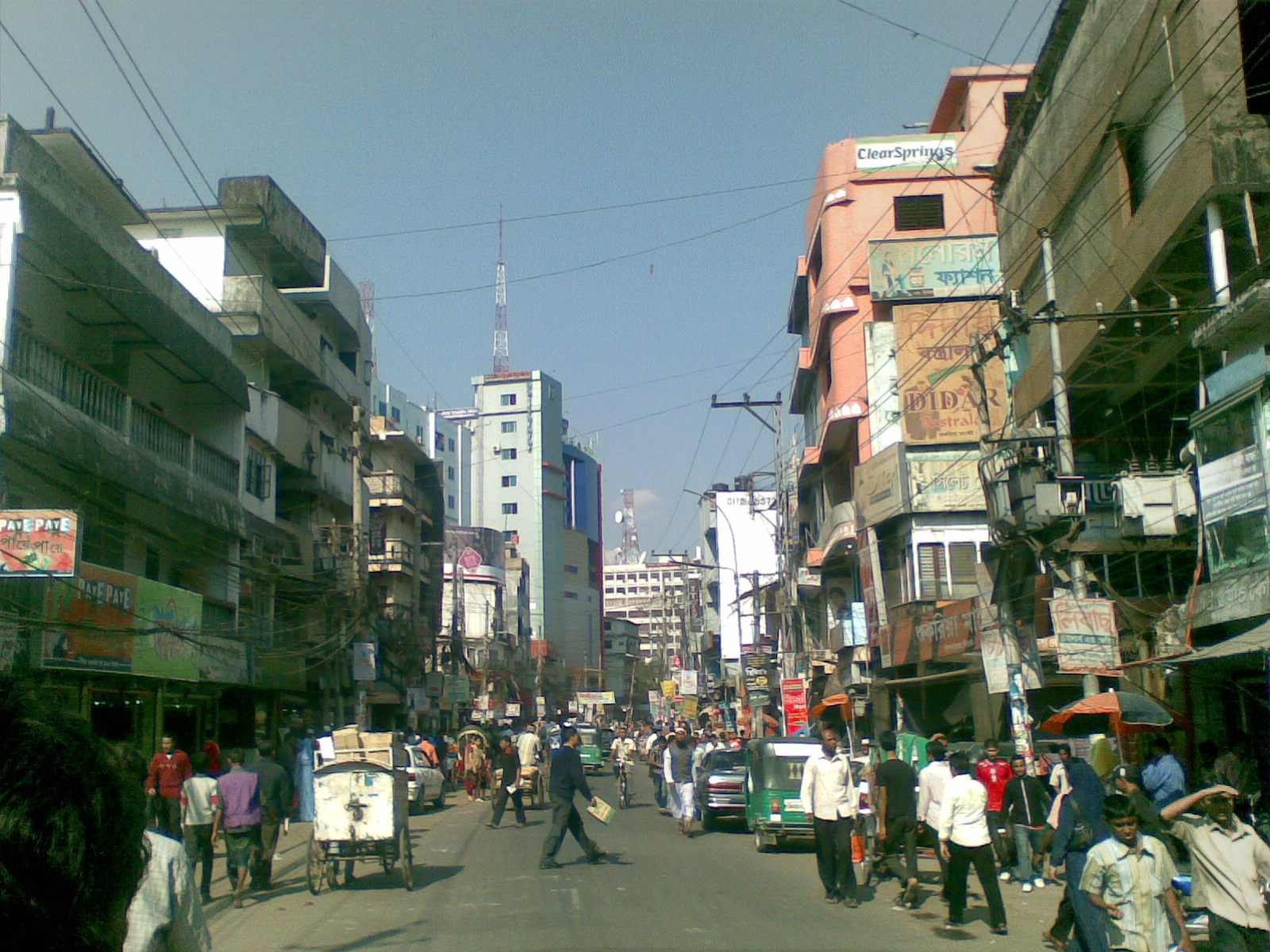
Gata i Sylhet.

Sylhet är en stad i nordöstra Bangladesh och är administrativ huvudort för provinsen Sylhet. Staden är en av Bangladeshs största och hade 479 837 invånare vid folkräkningen 2011, med förorter 531 663 invånare. Sylhet blev en egen kommun 1885.